# Tonnelon

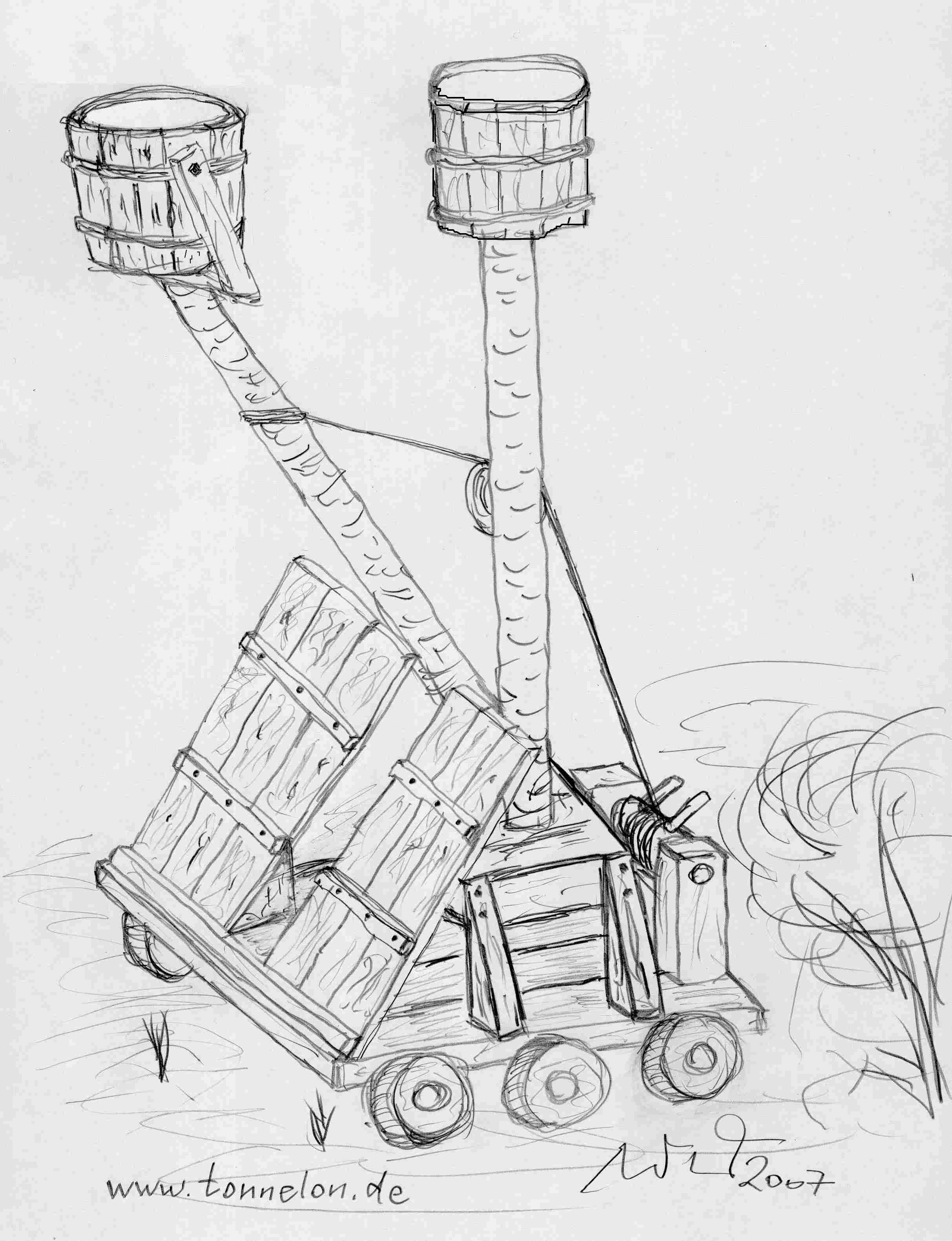
Tonnelon

Das Tonnelon war eine Belagerungsmaschine, welche ab dem 12. Jahrhundert zum Einsatz gekommen ist.
Der Name bedeutet so viel wie „Fässchen“ oder „Tönnchen“ und kam daher, dass für die beweglichen Gondeln oftmals leere Weinfässer verwendet wurden. 
Eingesetzt wurde das Tonnelon, um Bogenschützen über das Niveau der Wallanlagen von belagerten Burgen bzw. Städten zu bringen, damit diese dann die Wehrgänge und auch die Innenhöfe der Festungsanlagen von oben unter Beschuss nehmen konnten. Vom Prinzip her ist die Funktionsweise am ehesten mit der von heutigen Hebebühnen zu vergleichen.
Die Gondeln wurden mit Hilfe eines Gegengewichts oder durch eine Winde angehoben.